# Aorta: journal för retrogardistisk kultur
Aorta: journal för retrogardistisk kultur var en svensk-norsk kvartalstidskrift som gavs ut av Carl Forsbergs bokförlag och senare fritt utgiven i Göteborg och Lund. Första numret kom ut 1997, och den utgavs sporadiskt fram till 2001. 2006 kom nummer 13 ut och var från och med nystarten en breddad kulturtidskrift som utkom kvartalsvis. Aorta upphörde med nummer 27 2011, men ett separat jubileumsnummer (28) för att fira 25 års retrogardism, utkom 2020.
Tidskriften Aorta presenterade en kulturanalys framsprungen ur de diskussioner som förs inom de retrogardistiska kretsarna. Redaktionen var svensk och norsk och bestod av David Almer, Christopher Rådlund och Alexander Zlatanos Ibsen. Tidigare redaktörer var Therese Bohman, Ronny Spaans, Eirik Lodén och Hillevi Hellberg. Ansvarig utgivare var Carl Forsberg, som fungerade som chefredaktör sedan starten. 2008-2009 var David Almer chefredaktör. Almer var också chefredaktör för det 2020 utkomna separata jubileumsnumret med temat Kalliope.
Huvuddelen av materialet i tidskriften handlade efter nystarten om poesi och skönlitteratur. Tidigare låg fokus mer på måleri och konst. Varje nummer hade ett tema som på olika sätt tangerar retrogardistiska idéer.

## Temanummer 2006–2011
Temanummer sedan nystarten 2006:
- Aorta XIII (2006) – Schiller och klassicism
- Aorta XIV (2006) – Mystik
- Aorta XV (2006) – Kärlek
- Aorta XVI (2006) – Dekadens
- Aorta XVII (2007) – Språkmaterialism
- Aorta XVIII (2007) – Rus och inspiration
- Aorta XIX (2008) – Renässans
- Aorta XX & XXI (dubbelnummer 2008) – Nordiska gemenskaper samt På andra sidan floden
- Aorta XXII (2008) – Livsstil
- Aorta XXIII & XXIV (dubbelnummer 2009) – Rojalism samt Snille
- Aorta XXV & XXVI (dubbelnummer 2009) –Tradition samt Radikalism
- Aorta XXVII (2011) – Magi
- (Aorta XXVIII (2020) – jubileumsnummer – Kalliope)

## Källhänvisningar
1. ↑  Larsson, Petter, "Forum för retrogardism", Göteborgs-Tidningen, 1997-11-03 s.16.
2. ↑  Brunner, Andreas, "Nytt blod i Aorta", Sydsvenska Dagbladet, 2006-04-28
3. ↑  Wilhelmsson, Johan, "Nytt blod i Aorta", Norrköpings tidningar, 2006-03-25
4. ↑  "Aorta #28" Tidskrift.nu (2020-01-09)
5. ↑  Thente, Jonas, "Aorta hissar på nytt den retrogardistiska fanan", Dagens Nyheter 2020-01-18
6. ↑  Lundén, Tomas, "Retrogardism något för framtiden?", Arbetet 1997-10-22 s. 4.
7. ↑  Lundberg, Kristian, "Vem bestämmer vad som är giltig dikt?", Vestmanlands Läns Tidning 2020-02-22 s.6.
8. ↑  "En efterlängtad tidskrift", Tidskrift.nu (2006-02-26).